# اربرفيلد غرريسن (باركشير)
اربرفيلد غرريسن (بالإنجليزية: Arborfield Garrison)‏ هي قرية تقع في المملكة المتحدة في جنوب شرق إنجلترا.